# 查尔斯·阿特金
查尔斯·阿特金（英語：Charles Atkin，1889年2月26日—1958年5月9日），英国前男子曲棍球运动员。他曾代表英国国家队参加1920年夏季奥林匹克运动会曲棍球比赛，获得一枚金牌。